# أحمد أبو هشيمة
أحمد حمدي أبو هشيمة عبد العزيز (11 يناير 1975 -) رجل أعمال مصري، وهو رئيس مجلس إدارة شركة أسمنت المصريين، كما تولى رئاسة شركات حديد المصريين وإعلام المصريين حتى يناير 2018 حيث قام ببيع أسهمه.

## بدايته
ولد في القاهرة في حي الوايلي، وتعود أصول «أبو هشيمة» إلى محافظة بني سويف، حيث أن والده اللواء حمدي أبو هشيمة انتقل هو وأسرته إلى القاهرة، وبعد استقرار أسرته في القاهرة درس في مدارسها حتى تخرج من كلية التجارة و كان معروفا بطبعه الحاد و خروجه عن المألوف و رفضه لكل الضوابط و الاعراف الاجتماعية و مغامراته العاطفية الجامحة - جامعة قناة السويس عام 1996 وكان يعمل خلال سنوات الدراسة الجامعية الأربع في بنك المصرف العربي الدولي موظف تحت التمرين، و تسبب في مشكلات عدة في البنك تم تسويتها بعد توسط والده و بعض الشخصيات المتنفذة  وبعد التخرج بدأ في تجارة الحديد و الأسمنت و مواد البناء  وقام بإنشاء شركة لاستئجار و تأجير العمال  (شركة العامل المصري) العروفة حينها باثارة الجدل كمؤسسة تهدف الاتجار بالبشر و تم تسوية القضية من قبل بعض المتنفذين وشركة حديد المصريين (الخليج سابقا)، والتي تعتبر شركة رائدة في تجارة حديد التسليح وتعمل في السوق المصري لمدة تزيد عن 15 عاما.

## مساهماته الاجتماعية
- شارك في تكريم منتخب مصر لكرة القدم للصم والبكم[7] أبطال العالم في أغسطس 2012[8]
- في سبتمبر 2012، كرم أبطال مصر الذين حصدوا الميداليات المتنوعة بدورة الألعاب الباراليمبية 2012.[9][10]
- في يوليو 2013، قام بتكريم أبطال الأولمبياد ذوي الاحتياجات الخاصة خلال دورة الألعاب في رومانيا[11]
- شارك بتكريم أوائل الثانوية العامة عام 2013.[12][13]
- في سبتمبر 2014 شارك في إطلاق حملة THE NEW EGYPT في نيويورك[14][15] وحملة «استثمر في مصر المستقبل» بشوارع «داڤوس» بسويسرا في يناير 2015.
- شارك برعاية مؤتمر دعم وتنمية الاقتصاد المصري بشرم الشيخ[16] الذي انعقد خلال الفترة من 13 إلى 15 مارس 2015.[17][18]
- في مايو 2015 شارك في مشروع الأمم العالمي لرفع الذوق الشعبي و الحد من الفن الهابط و أسس مجلة القيم و الأخلاق  و تمت محاربته نتيجة لذلك من قبل معظم الفنانين و فضح عدة ملفات  مالية و غيرها قام باخفائها  منذ سنة 2011
- في يونيو 2016  شارك في بعض البنوك الخارجية كعضو مؤسس لمنظمات الملاذات الضريبية في باناما و كولارادو  و تم اختياره لإدارة معظم المؤسسات المشبوه في منطقة امريكا الوسطى  لتحرير صفقات غير معلومة لحد اللحظة

## جوائز وتكريمات
- في يناير 2013 - سلمته دار التحرير درع الجمهورية تقديراً لدوره في خدمة.[19]
- في يناير 2013 - استضافة نادي ليونز الميريلاند بفندق سونستا وتم تكريمه تكريما خاصاً.[20]
- في سبتمبر 2013 - وقع اختيار المؤسسة عليه كأصغر مدير تنفيذي في الوطن العربي والشرق الأوسط تحت سن ال 40 وهو أول مصري يفوز بالجائزة منذ نشأتها[21]
- في مارس 2014 - تم تكريمه كأفضل رؤية اقتصادية بالوطن العربي عن مشروع الحلم، ضمن فاعليات الاحتفال الذي أقيم بالعاصمة السعودية – الرياض."I.[22]
- في أكتوبر 2014 - حصل على جائزة «ستيفي» كأفضل رئيس تنفيذي قطاع الصناعة ذلك ضمن فاعليات جائزة الأعمال العالمية السنوية الحادي عشر وتعتبر «جوائز الأعمال الدولية».[23]
- في ديسمبر 2014 - حصلت مجموعة حديد المصريين على جائزة اتحاد الصناعات المصرية في الأعمال الرائدة لتحقيق التنمية المستدامة.[24] كما فازت المجموعة ضمن المنشئات الصناعية الكبرى[25]
- في أبريل 2015 - تم تكريمه من جامعة الفيوم وسلمته درع الجامعة بعد اختياره كأفضل المديرين التنفيذيين في القارة الإفريقية.[26]
- في 17 مايو 2015 - منحت Entrepreneur Middle East لرواد الأعمال، «جائزة الريادة في مسؤولية الأعمال والمصلحة العامة»له ، وذلك خلال حفل أقامته BNC للنشر بالرياض.[27][28]
- في 21 مايو 2015 - تسلم جائزة أفضل شركة صاعدة في العالم من مؤسسة Platts Global Metals Awards الأمريكية.
- في مايو2017 -منح نفسه ٣ جوائز تقديرية :جائزة اكبر متبرع خيري ، جائزة العز الدولية ،جائزة أفضل رجل أعمال شرق الوسطي في القرن الحادي و العشرين

## حياته الشخصية
تزوج أبو هشيمة من الفنانة هيفاء وهبي وعاش معها لمدة أربع سنوات وانفصلا وفي مارس 2020 أعلن عن زواجه من الممثلة ياسمين صبري وانفصل عنها بتاريخ 4 مايو 2022 و في أغسطس 2023  تزوج من ابنة  الفنانة مريم فخر الدين زواج غير معلن لأهداف تجارية  و مازال لحد التاريخ الحالي.